# Euphrynichus bacillifer
Espèce
Synonymes
- Phrynus bacillifer Gerstäcker, 1873
- Phrynichus telekii Simon, 1890

Euphrynichus bacillifer est une espèce d'amblypyges de la famille des Phrynichidae.

## Distribution
Cette espèce se rencontre en Angola, au Zimbabwe, au Congo-Kinshasa, au Malawi, au Kenya, en Tanzanie et à Madagascar.

## Publication originale
- Gerstäcker, 1873 : Die Gliederthier-Fauna des Sansibar-Gebietes. C. F. Winter'sche Verlagshandlung, Leipzig, Heidelberg, (texte intégral)